# Sinfonia Espansiva
Sinfonia Espansiva er Carl Nielsens tredje symfoni og skrevet i 1910–1911.
Den blev uropført i 1912 i København. Den har opusnummeret 27.
Anden sats har ordløs sang af en sopran og baryton
Første sats notering "Allegro espansivo" har givet navn til værket.
Nielsen skrev selv at sats "begynder med nogle stærke unisone Ryk som efterhaanden antager rytmisk Form" hvorefter et tema "ligesom ved et voldsomt Pres, springer frem":

Til et avisinterview udtalte Carl Nielsen til Nationaltidende i 1918:
| „ | Det kan hænde, at et Tema melder sig fuldt færdigt. Saaledes husker jeg, at Hovedtemaet til et af mine større Arbejder kom til mig en Dag, jeg stod bag paa en Sporvogn. Og det kom med saa stor Paatrængenhed, at jeg i en Fart maatte kradse det ned dels paa en Lap Papir, jeg havde i Lommen, dels paa min ene Manchet. | “ |

Det vides ikke hvilket værk Nielsen hentydede til med "et af mine større Arbejder", men det er hævdet at det er Espansiva.
Han arbejdede på denne sats frem til 13. april 1910.

## Manuskript og udgivelser
Symfonien blev udgivet af C.F. Kahnt Nachfolger i Leipzig i 1913,
og den er naturligt nok også udgivet i forbindelse med Carl Nielsen-udgaven.
Det renskrevne manuskript havde Nielsen sendt til forlaget i Leipzig.
Forlaget lukkede i DDR-perioden og flyttede til Vesttyskland.
På et tidspunkt blev forlagets materialet pakket ned og lagret i en kælder i Leipzig for i 1977 at blive fundet og sendt til det Saksiske statsarkiv.
Her var manuskriptet identificeret af Knud  Martner, men informationen kom ikke videre.
I 2000 blev man opmærksom på manuskriptet igen. Indtil da havde Carl Nielsen-eksperter regnet med at det renskrevne manuskript havde gået til under Anden Verdenskrig.

## Indspilninger
Det Kongelige Kapel indspillede symfonien i 1965 med Leonard Bernstein som dirigent.

## Eksterne link
1. 3. Symfoni for Carl Nielsen-udgaven